# Belotkowate
Belotkowate (Pterothrissinae) – podrodzina (według niektórych ujęć systematycznych odrębna rodzina) ryb promieniopłetwych z rodzina albulowatych (Albulidae).

## Rozmieszczenie geograficzne
Do podrodziny należą gatunki występujące w wodach wschodniego Oceanu Atlantyckiego i północno-zachodniego Oceanu Spokojnego.

## Podział systematyczny
Do podrodziny należą następujące rodzaje:
- Nemoossis Hidaka, Tsukamoto & Iwatsuki, 2016 – jedynym przedstawicielem jest Nemoossis belloci (Cadenat, 1937) – belotka[6]
- Pterothrissus Hilgendorf, 1877 – jedynym przedstawicielem jest Pterothrissus gissu Hilgendorf, 1877.